# Mas de les Fonts
El mas de les Fonts es una masía situada en el barrio del mas de les Fonts, municipio de Vallirana. Está incluida en el Inventario del Patrimonio Arquitectónico de Cataluña desde el 25 de marzo de 1987. 
La masía da nombre a la urbanización en la que se encuentra.

## Descripción
Masía aislada con patio cerrado. Tiene varios edificios adosados qué juntos forman una planta rectangular. El edificio principal es de 1820, su cubierta es de una sola vertiente. Está distribuido en planta baja, piso y buhardilla. Las ventanas son rectangulares y enmarcadas con ladrillos, su acceso principal es de arco escarzano. En el extremo del piso superior hay dos oberturas de arco de medio punto, bastidas con ladrillos y delimitadas por dos balaustradas. En la fachada hay un reloj de sol que fue repintado en 1872. La parte norte del conjunto ha sido reformada modernamente, es una vivienda aparte.

## Toponimia
Su nombre se debe a las dos fuentes que hay cerca de la masía.

## Historia
En un inicio la masía fue una bodega perteneciente a los señores de Cervelló. En 1587 la propiedad pasó a ser parte de la familia Romagosa, probablemente fue sobre estas fechas cuando se habilitó como masía. En 1735 aparece en el recuento de casas como "Casa Mas de les Fonts", también aparece en el catastro de 1749. Hoy en día existe una urbanización en las inmediaciones de la masía con su mismo nombre.